# Dominicas Hijas de Nuestra Señora de Nazareth
La Congregación de las Dominicas Hijas de Nuestra Señora de Nazareth es un instituto religioso católico femenino, de vida apostólica y de derecho pontificio, fundado por la religiosa colombiana Sara Alvarado Pontón y el sacerdote dominico Enrique Alberto Higuera Barrera, en Bogotá, en 1938. A las religiosas de este instituto se les conoce también como Hijas de Nuestra Señora de Nazareth o simplemente como dominicas de Nazareth. Las mujeres miembros de este instituto posponen a sus nombres las siglas D.N.

## Historia
La congregación fue fundada por Sara Alvarado Pontón (1904-1980), junto a un grupo de jóvenes dispuestas a consagrarse a Dios a través de la atención social y asistencia moral de las jóvenes que llegaban a Bogotá a trabajar como servicio doméstico. A esta obra se unió el sacerdote dominico Enrique Alberto Higuera Barrera, considerado cofundador del instituto. La primera comunidad, sin votos, nace el 25 de marzo de 1938 con la fundación de la Casa Hogar Nazareth. En 1950 las religiosas extendieron el apostolado a la promoción espiritual y cultural de los campesinos de Colombia.
El 25 de marzo de 1964 el arzobispo de Bogotá, Luis Concha Córdoba, erigió el instituto como congregación religiosa [de derecho diocesano]]. Sara Alvarado y sus compañeras profesaron los votos religiosos el 30 de marzo de ese mismo año. El papa Pablo VI elevó el instituto a congregación religiosa de derecho pontificio, mediante decretum laudis, del 5 de febrero de 1975.

## Organización
La Congregación de las Dominicas Hijas de Nuestra Señora de Nazareth es un instituto religioso de derecho pontificio, internacional y centralizado, cuyo gobierno es ejercido por una superiora general. La sede central se encuentra en Bogotá (Colombia).
Las dominicas de Nazareth se dedican a la educación y otras actividades sociales, especialmente en favor de los trabajadores, visten un hábito compuesto por una túnica, escapulario y esclavina de color blanco y velo negro. Forman parte de la familia dominica. En 2017, el instituto contaba con 268 religiosas y 61 comunidades, presentes en Alemania, Chile, Colombia, Ecuador, Francia, España, Estados Unidos, Irlanda, Italia, Países Bajos, República Centroafricana, Uruguay y Venezuela.